# Phosphila xylophila
Phosphila xylophila är en fjärilsart som beskrevs av Walker 1858. Phosphila xylophila ingår i släktet Phosphila och familjen nattflyn. Inga underarter finns listade i Catalogue of Life.